# Уакамо
Уакамо (на английски: Waccamaw) е малко северноамериканско индианско племе, което през 18 век живее на реките Уакамо и Пиди в Южна Каролина. Техният произход е доста неясен. Някои учени днес твърдят, че те са наследници на изчезналото от 1715 г. племе уокон. Джон Риид Суонтън смята, че уакамо се споменават като Гуакая от Франциско де Чикора, което име той прилага към провинция в същия регион в началото на 16 век. Също така Суонтън твърди, че уокон са произлезли от уакамо.

## История
Уакамо се споменава за първи път през 1715 г., точно по времето на изчезването на уокон. Тогава уакамо живеят близо до племето уиниао, по реките Уакамо и Пиди в 6 села. Същата година племето черо се опитва да ги привлече на страната на ямасите във войната им срещу колонията Южна Каролина. Уакамо и уиниао се присъединяват към враждебните на колонията племена, но малко след това ги напущат и сключват мир с колонистите. През 1718 г. уакамо се мести до Блек Ривър, а през 1720 г., след кратка война с колонистите, се местят заедно с някои семейства тускарора, черо, кеяуви и други на Драунинг Крийк. Тук остават до 1733 г., когато няколко техни семейства се връщат на река Уакамо в Грийн Суомп. През 1749 г. отново влизат в конфликт с колонистите от Северна Каролина. Мирът бързо е възстановен и уакамо са оставени да живеят необезпокоявано в Грийн Суомп. След Войната за независимост се местят близо до езерото Уакамо, където остават през следващите години като постепенно силно се смесват с бялото и цветнокожо население в региона. През 1948 г. техните наследници се реорганизират и приз 1971 г. получават признаване като племето уакамо от щата Северна Каролина.